# 村上雅洋
村上 雅洋（むらかみ まさひろ、1958年9月7日 - ）は、日本の実業家。日清紡ホールディングス株式会社代表取締役社長、日本紡績協会会長。

## 人物・経歴
大阪府大阪市出身。1982年滋賀大学経済学部卒業、日清紡績入社。総務本部秘書部長、総務部長、執行役員経営戦略センターコーポレートガバナンス室長兼事業支援センター人財・総務室長兼不動産事業部長等を経て、2010年取締役執行役員事業支援センター長に昇格。2012年取締役常務執行役員不動産事業管掌兼経営戦略センター副センター長。2014年取締役常務執行役員不動産事業管掌兼経営戦略センター長。2015年取締役専務執行役員不動産事業管掌兼経営戦略センター長。2016年代表取締役専務執行役員不動産事業管掌兼経営戦略センター長。2018年代表取締役副社長不動産事業管掌兼経営戦略センター長。長年経営戦略センター長としてM&Aを統括し、2019年からは代表取締役社長として、ブレーキ事業の立て直しや、データビジネスの展開にあたった。2020年日本紡績協会会長。